# Костёл Божия Провидения (Вильнюс)
Костёл Бо́жия Провиде́ния (лит. Dievo Apvaizdos bažnyčia, пол. Kościół Opatrzności Bożej) — католический приходской храм в юго-западной части Вильнюса, в районе Вилкпеде по адресу улица Гяросёс-Вильтес 17 (Gerosios Vilties g. 17). Службы отправляются на польском и литовском языках.
Храм является охраняемым государством объектом культурного наследия регионального значения; код в Регистре культурных ценностей Литовской Республики 22800.

## История
Костёл был заложен в тогдашнем предместье Волчья Лапа (лит. Vilkpėdė, пол. Wilcza Łapa) на улице Доброй Рады (ulica Dobrej Rady, ныне Gerosios Vilties gatvė) по инициативе священника Кароля Любянца . Начатое в 1913 году возведение храма по проекту архитектора Августа Клейна (по другим сведениям, архитектором был Антоний Вивульский) было завершено после Первой мировой войны. Первоначально храм строился не как приходской костёл, но как часовня для детей и обслуживающего персонала располагавшегося на улице Доброй Рады детского дома (в 1918 году здесь жило около 500 детей).
Освящён костёл был в 1923 году. По другим сведениям, храм был построен и освящён в 1913 году. С 1925 года храм принадлежал салезианскому братству.
После Второй мировой войны костёл был закрыт (1948). Государственный драматический театр, которому было передано здание, использовал его как склад декораций. В 1960 году костёл был возвращён верующим, с 1961 года возобновились богослужения. Когда в 1964 году власти решили закрыть недостроенный костёл Пресвятого Сердца Иисуса (на месте которого был возведён Дворец культуры строителей), церковная утварь и чудотворная статуя Пресвятой Девы Марии Королевы Мира были перенесены в Костёл Божия Провидения.

## Архитектура

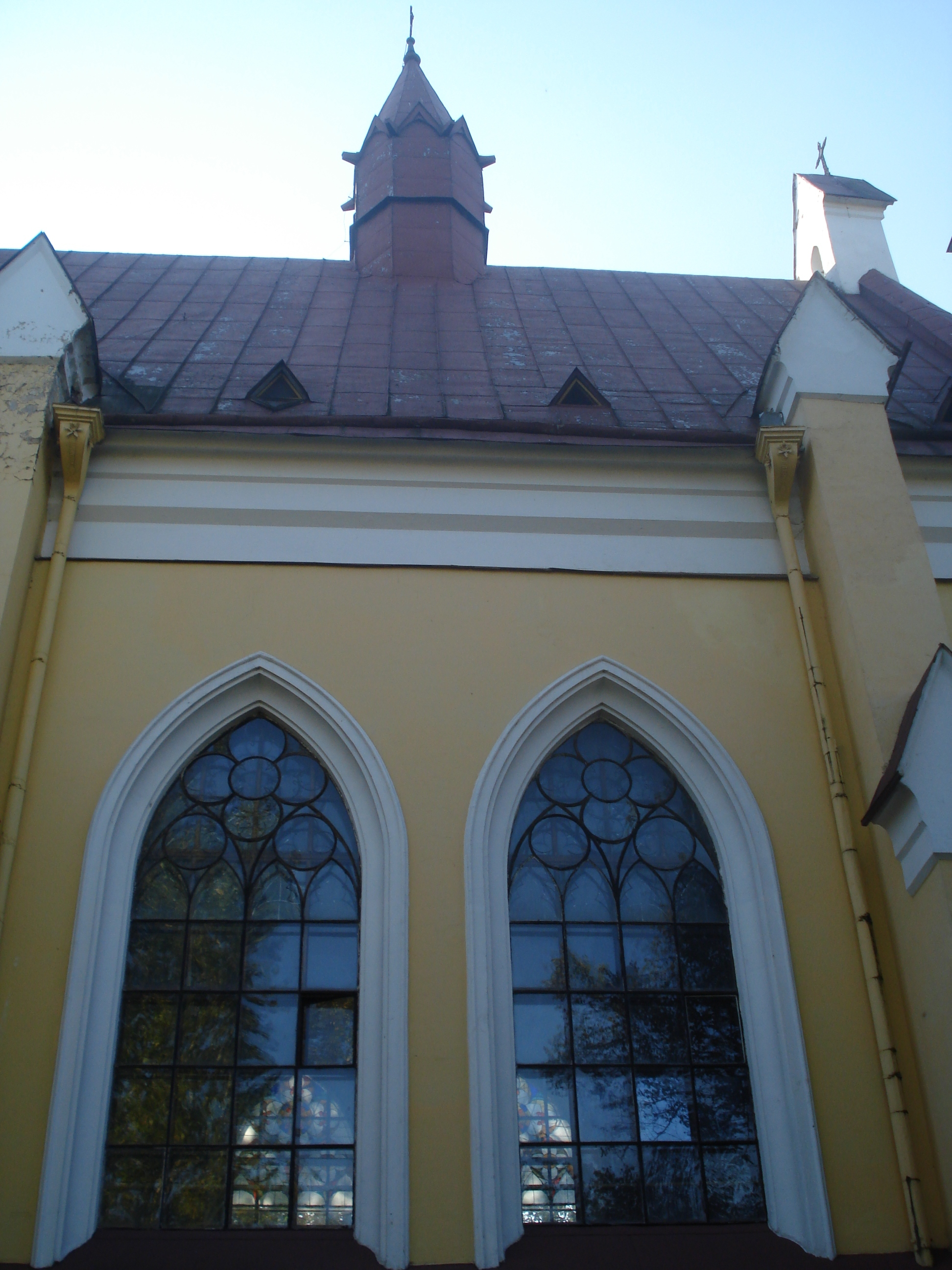
Боковой фасад

Небольшой по размерам храм построен в неоготическом стиле, однонефный, в плане прямоугольный. Апсида ниже и уже основного корпуса.

## Достопримечательности
В этом костёле находится чудотворная статуя Пресвятой Девы Марии Королевы Мира, перенесённая из недостроенного костёла Сердца Иисуса (на месте которого был построен Дворец культуры строителей). Обновлённая статуя с начала 1980-х годов украшает алтарь костёла Божия Провидения.
В ограде костёла близ входа располагается скульптурная группа, изображающая Христа и коленопреклонённого пожарного.

## Галерея

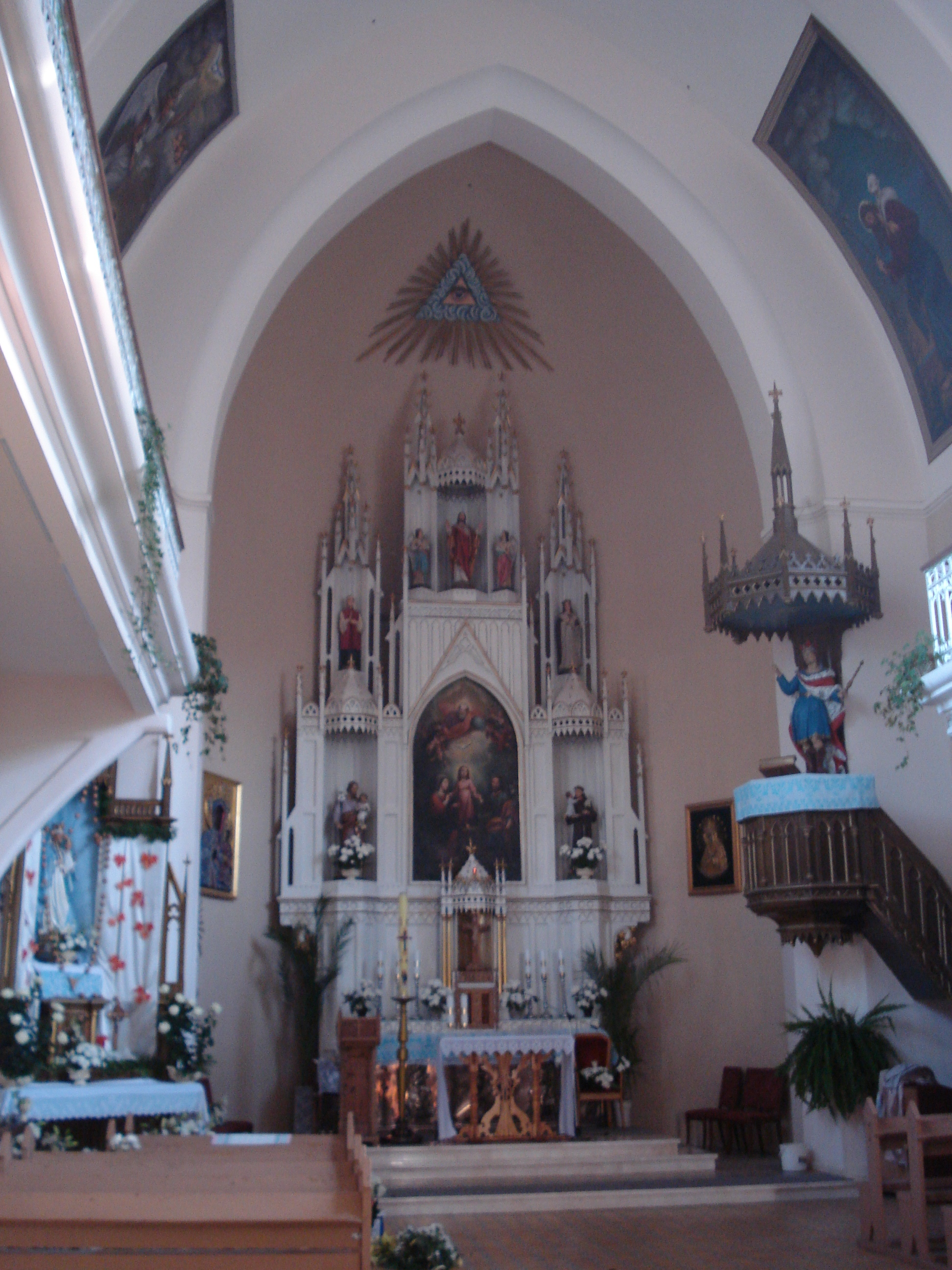
Интерьер
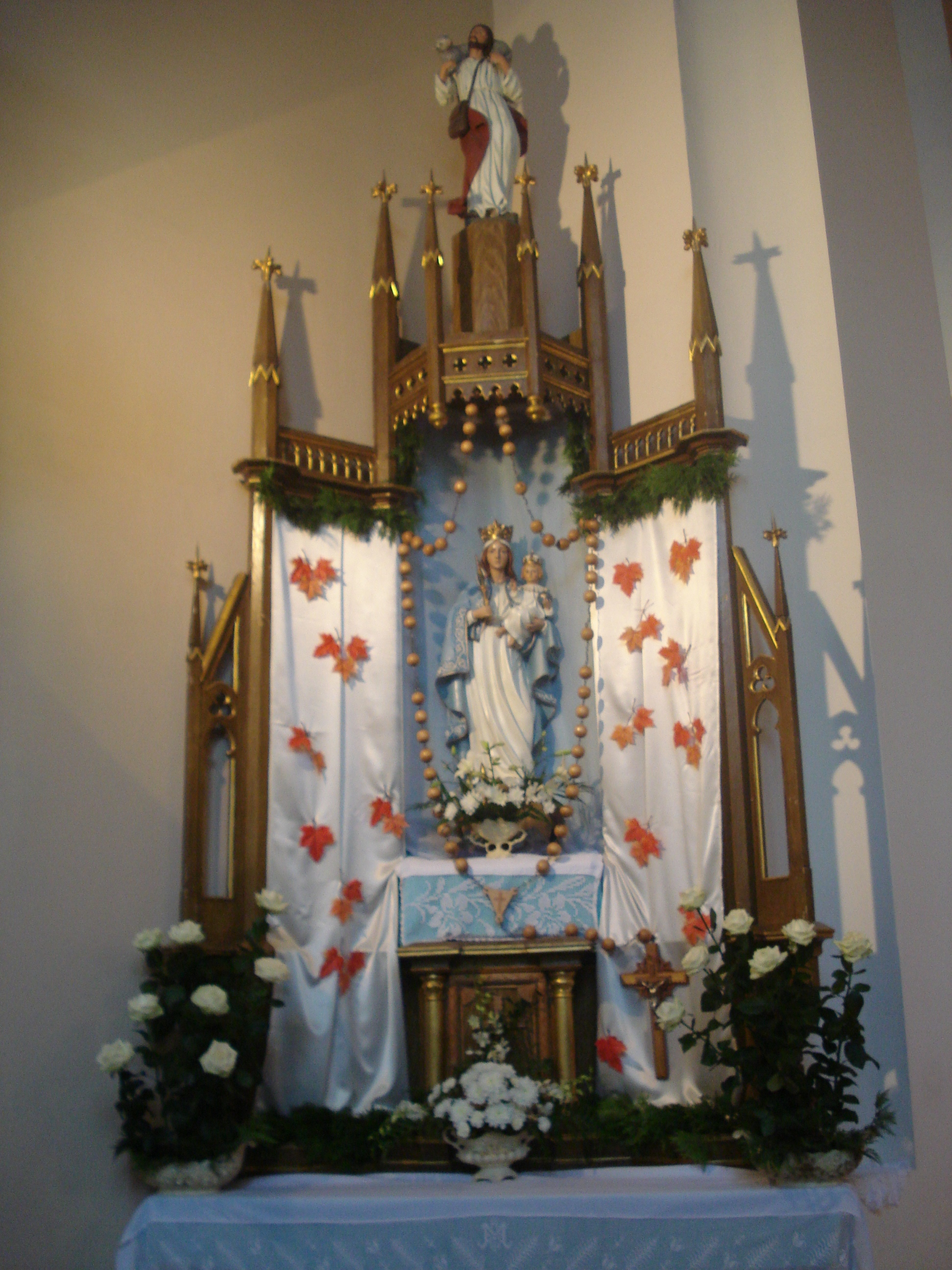
Пресвятая Дева Мария Королевы Мира
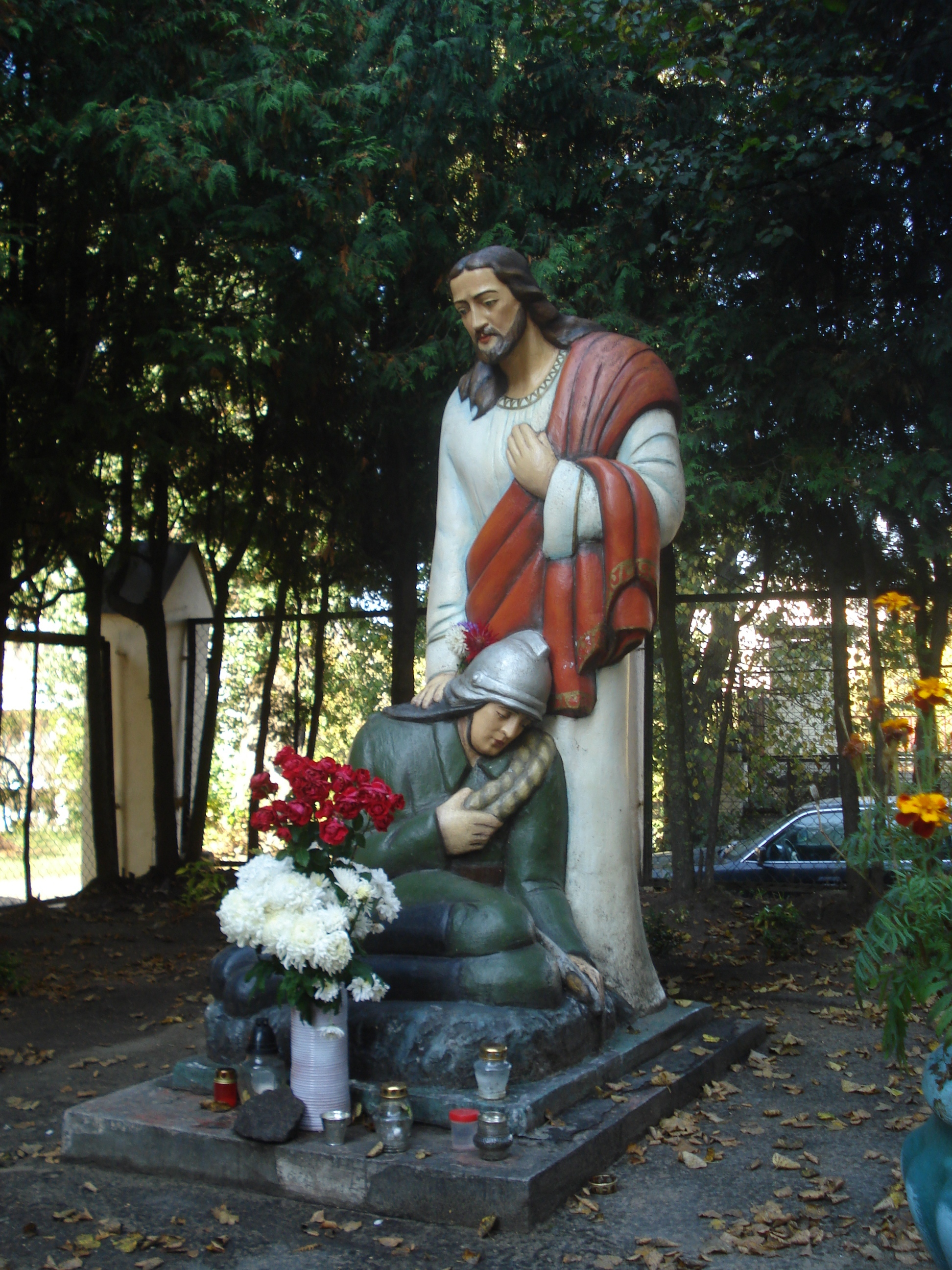
Пожарный и Христос